# 상환적 고통
상환적 고통(償還的苦痛)은 인간의 고통이 예수의 수난과 결합하여 받아들여지고 바쳐질 때, 자신이나 타인의 죄에 대한 정당한 형벌을 면제 받을 수 있다는 기독교의 믿음이다. 기독교에서는 가톨릭 신학의 신조이지만 개신교 교리에서도 가르치고 있다.
교황 요한 바오로 2세는 “각 사람은 자기의 고통 가운데서 또한 그리스도의 상환적 고통에 참여하는 자가 될 수 있다”고 말했다. (골로새서 1:24) 면죄부와 마찬가지로, 상환적 고통은 개인의 죄에 대한 용서를 얻지 못한다. 용서는 얻는 것이 아니고, 그리스도를 통하여 값없이 주는 하느님의 은혜의 결과이다.(로마 4:3-5 참조) 죄 사함을 받은 후에 개인의 고통은 죄에 대한 형벌을 줄일 수 있다.

## 같이 보기
- 속죄
- 참회자들의 형제회
- 참회의 도구
- 신비로운 몸
- 가톨릭 신학
- 구원에 이르는 고통
- 수해령